# Indobaetis michaelohubbardi
Indobaetis michaelohubbardi is een haft uit de familie Baetidae. De wetenschappelijke naam van de soort is voor het eerst geldig gepubliceerd in 2012 door Kumar, Sundar & Sivaramakrishnan.
De soort komt voor in het Oriëntaals gebied.